# Casa natal de Ramón y Cajal
La Casa natal de Ramón y Cajal es un museo ubicado en Petilla de Aragón, (Navarra, España) cuya sede ocupa el edificio donde nació Santiago Ramón y Cajal durante el tiempo que su padre, Justo Ramón Casasús estuvo destinado en la localidad. La casa, además del interés vinculado con el médico homenajeado, también ofrece un interés etnológico al recrear una vivienda de mediados del siglo XIX.

## Historia
El 7 de febrero de 1980 se estableció un acuerdo entre el municipio de Petilla de Aragón y la Diputación Foral de Navarra por el cual se adoptaba un régimen especial al reunir este municipio «unas especiales características marcadas fundamentalmente por su singular ubicación geográfica y por su historia, que hacen necesario un tratamiento diferenciado al de otros municipios de la Comunidad Foral de Navarra.» Este acuerdo fue actualizado y renovado el 26 de noviembre de 2007 tras los cambios habidos durante esos 25 años.
El 19 de marzo de 1994, siendo alcalde D. Venancio Murillo Gastón, se inauguró en Petilla de Aragón una exposición permanente sobre la vida del científico premio Nobel de Medicina nacido en esta pequeña localidad. Fue el resultado de cuatro años de trabajo en el que participaron los colegios de médicos de Navarra y Madrid, el Ateneo Navarro en colaboración con el ayuntamiento petillés y el Departamento de Educación y Cultura del Gobierno de Navarra. El coste de las obras de restauración del edificio alcanzó los 2.986.902 de pesetas.

## Sede
El edificio tiene doble acceso estando la puerta principal en la Calle Mayor número 14. Cuenta con tres plantas (planta baja y dos alturas), teniendo la segunda planta una salida a la calle Ramón y Cajal. En la primera planta se ha dispuesto una sala para conferencias y otro espacio para exposiciones temporales.
El responsable de la casa museo es Pedro Uhalte Sevilla, médico de familia nacido en Petilla que ha ejercido profesionalmente en el Valle de Echauri y en Pamplona. Además de ejercer voluntariamente esta tarea, Pedro también ha investigado sobre la figura paterna del eminente médico, Justo Ramón Casasús (Larrés, 1822 - Zaragoza, 1903) que, además de haber ejercido la medicina en varias localidades, fue nombrado catedrático interino de Medicina y Cirugía en Zaragoza.

Documentos expuestos sobre Ramón y Cajal
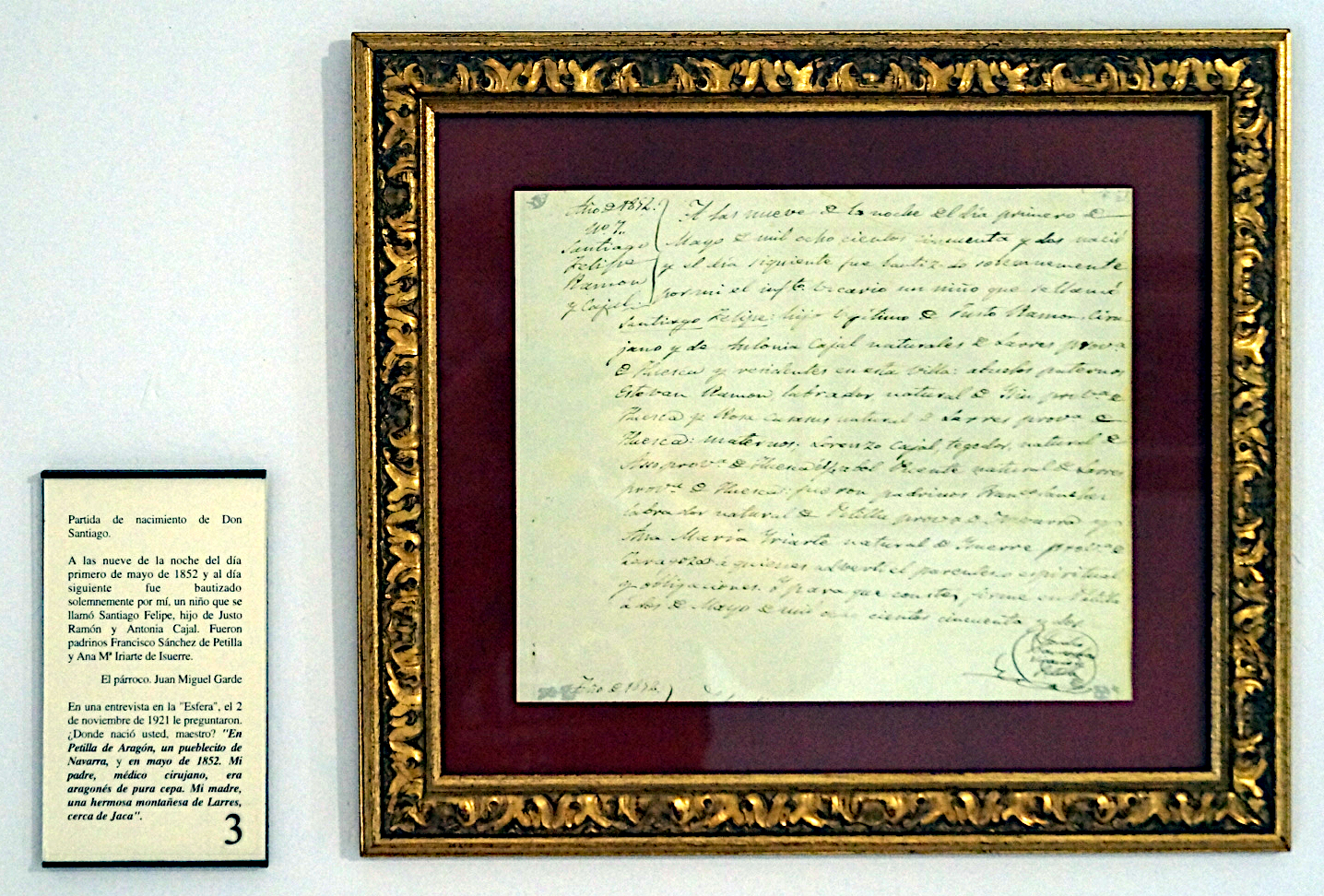
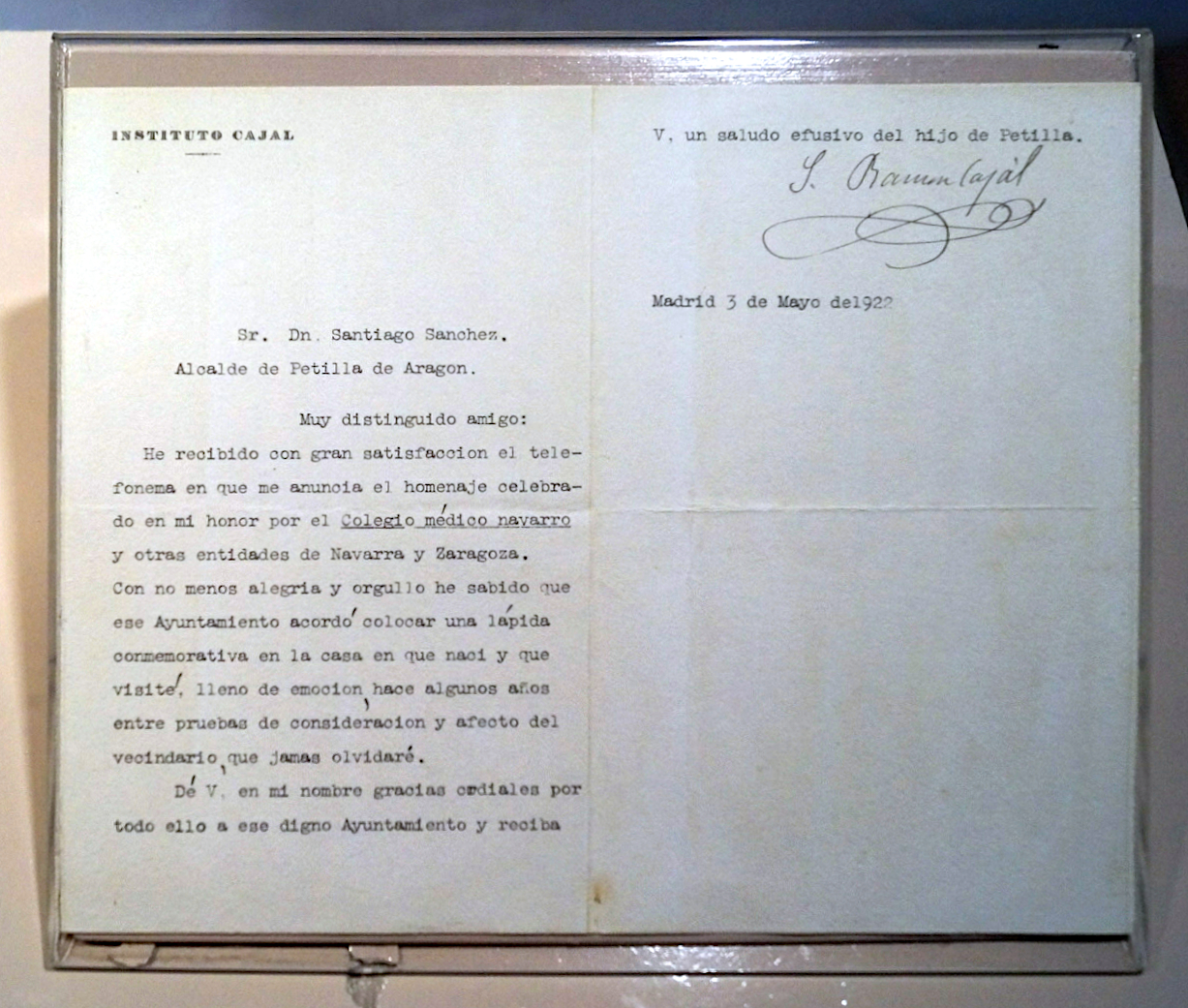

## Exposición
La exposición permanente está dividida en cuatro áreas donde se muestra diferentes facetas y aficiones de su vida incluyendo dibujos realizados por este médico así como fotografías, una de sus mayores aficiones:
I. Santiago Ramón y Cajal y su familia: La primera de las áreas reconstruye una habitación de la época decorada con una cama y varios muebles, luciendo en las paredes imágenes de la familia.
II. Infancia y adolescencia.
III. Formación e investigación: En otra de las estancias hay reproducciones artísticas y científicas hechas por la propia mano de Ramón y Cajal. Además se incluyen varias máquinas fotográficas de la época dando a recordar, o a conocer según los casos, la gran afición de este médico por esta naciente técnica a caballo entre los siglos XIX y XX.
IV. Sus grandes logros.

Casa natal de Ramón y Cajal
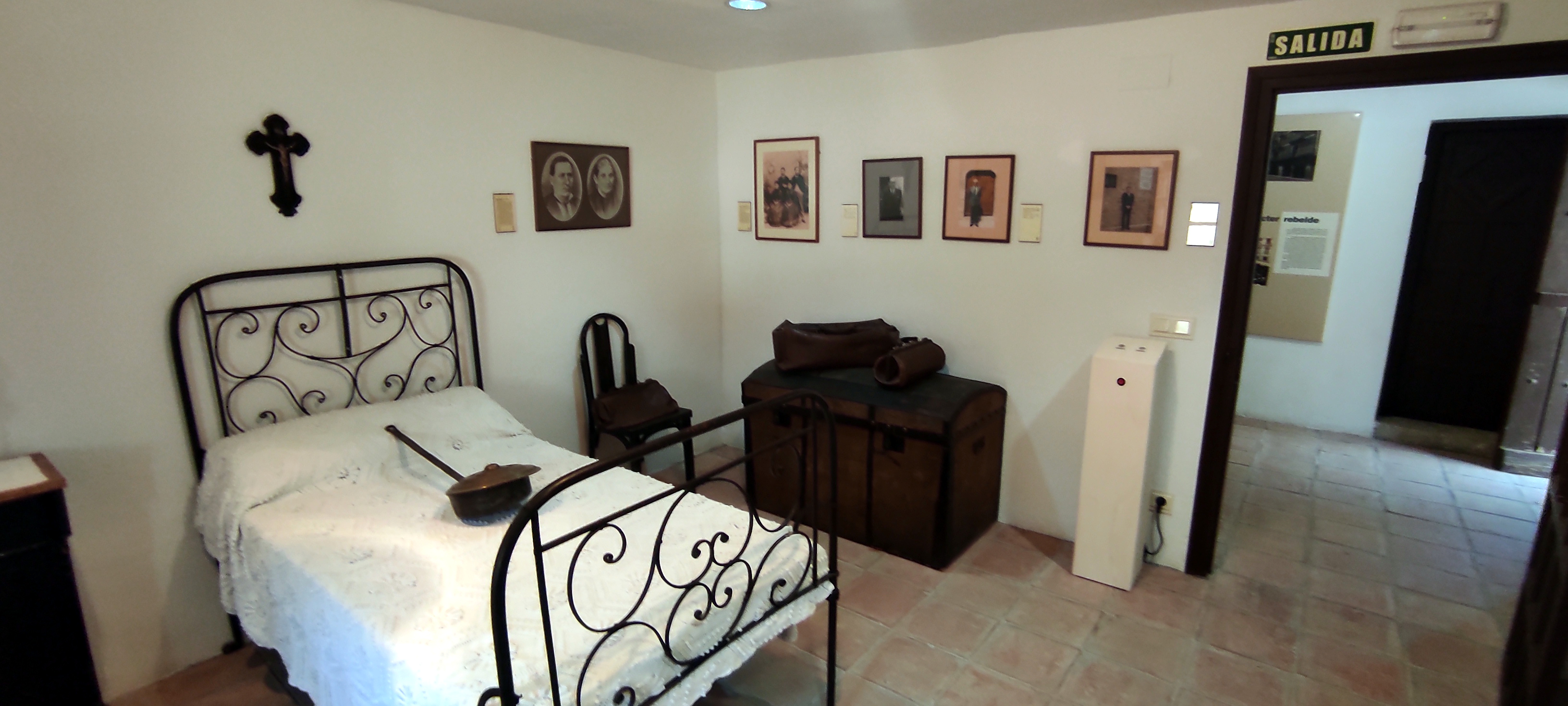
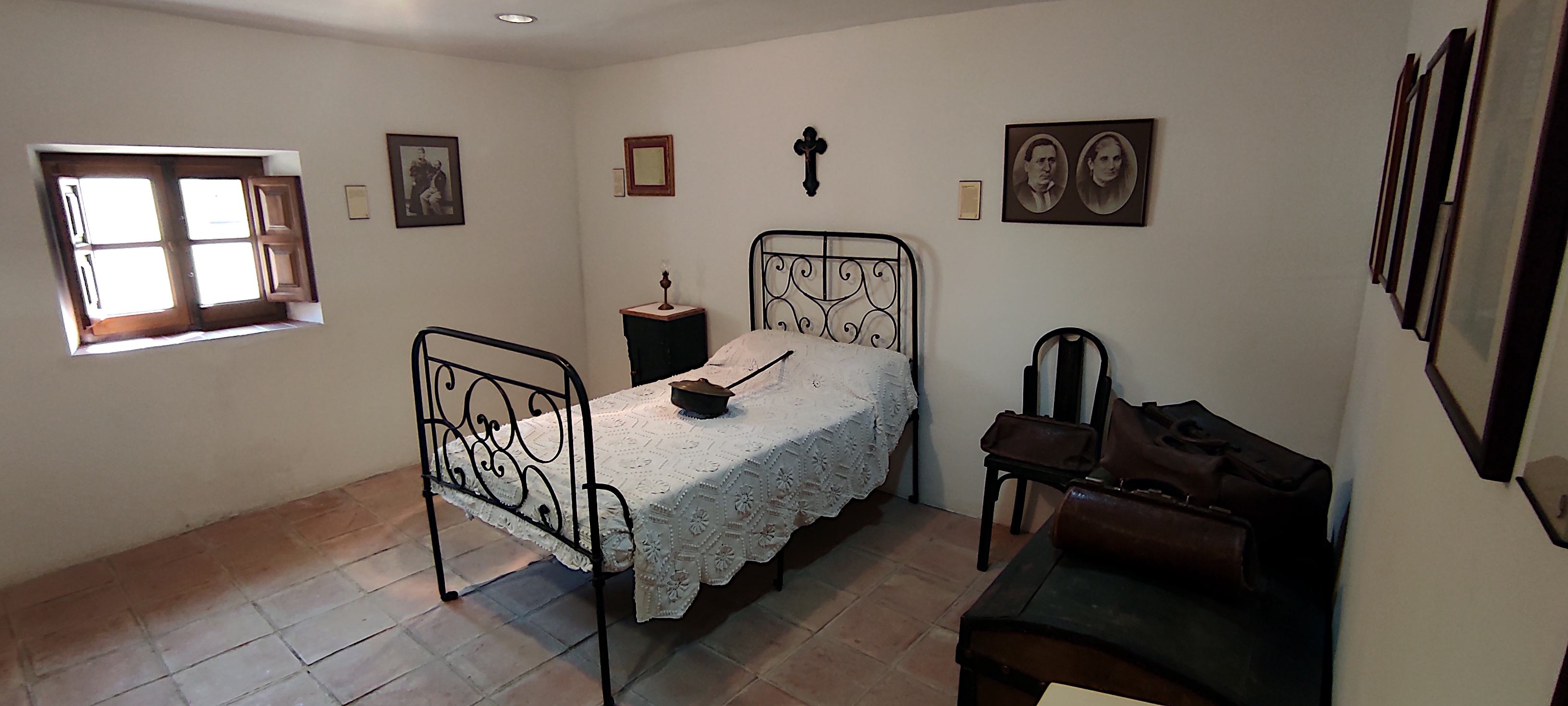
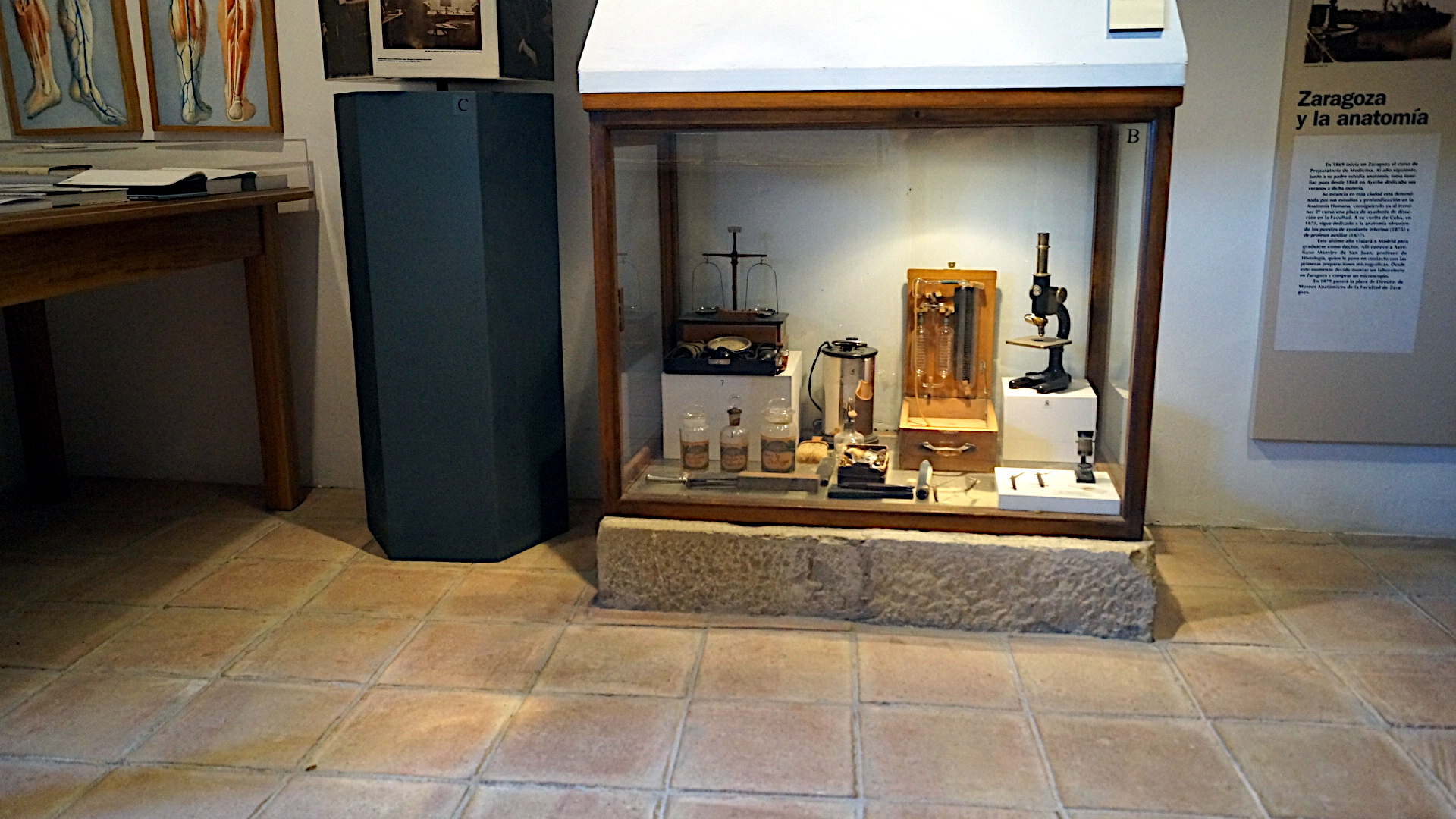
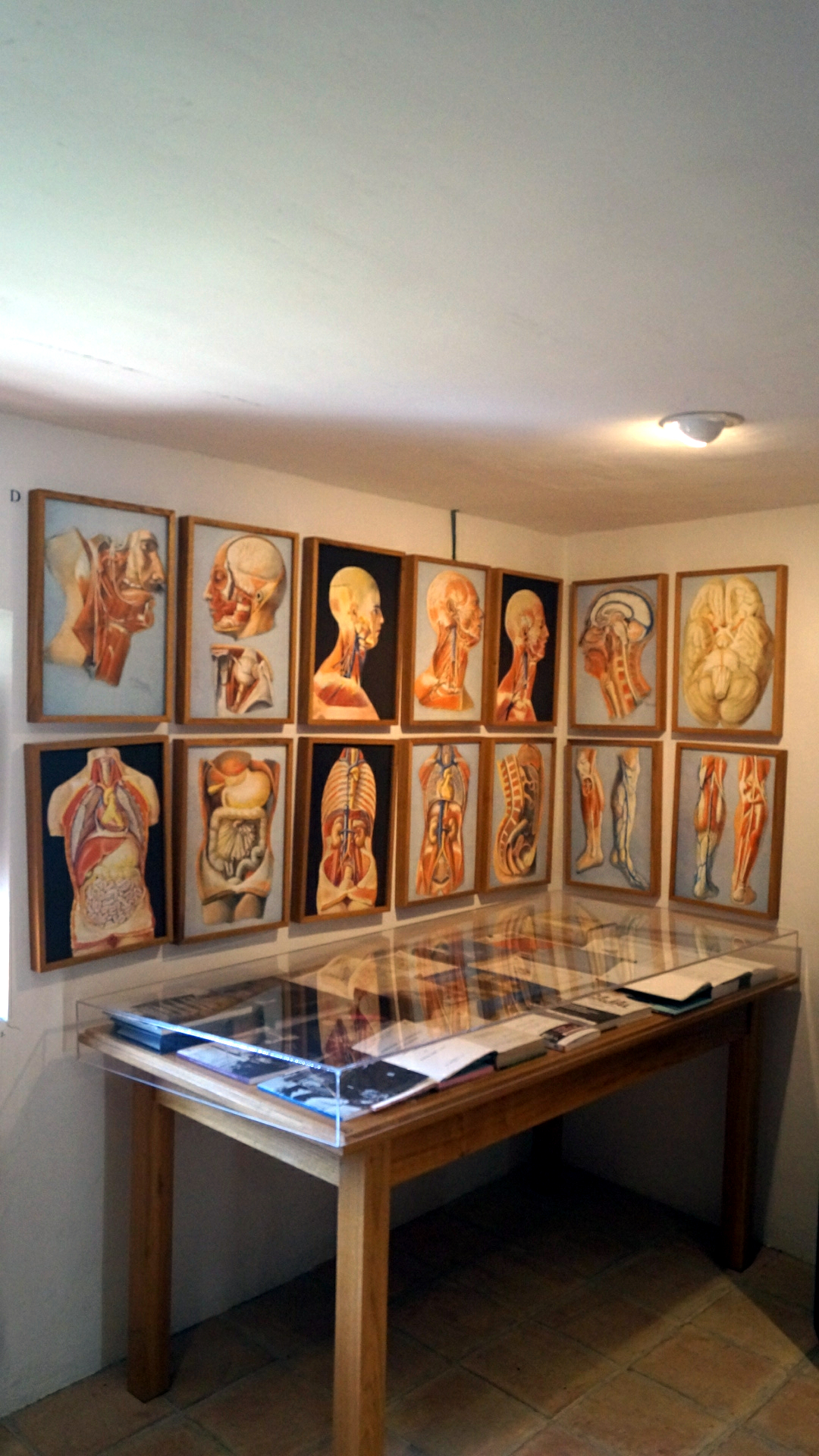
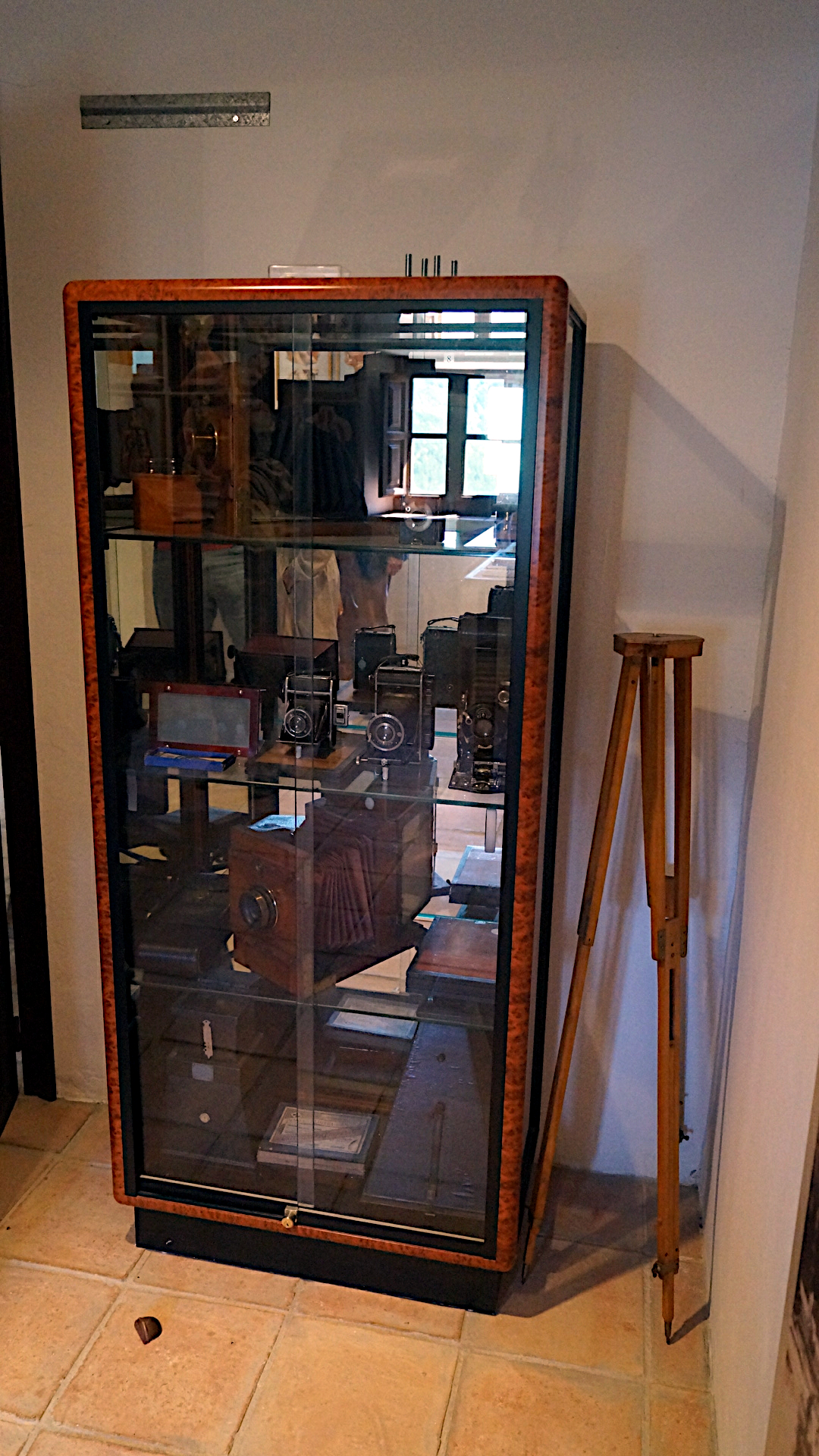